# Segunda División de la Liga Central de Football de Santiago 1929
El Torneo de la Segunda División de la Liga Central de Football de Santiago 1929 fue la 1.º edición de la segunda categoría de la Liga Central de Football de Santiago, competición unificada de fútbol de carácter oficial y amateur de la capital de Chile, correspondiente a la temporada 1929. Se jugó desde 1929 hasta el 12 de enero de 1930.
Su organización estuvo a cargo de la Liga Central de Football de Santiago (LCF) y contó con la participación de diez equipos, luego de que Deutscher Sport Verein se retirara de la competición, la cual se disputó bajo el sistema de todos contra todos, en una sola rueda.
El campeón fue Independiente, que, con una victoria ante Gimnástico Arturo Prat en la definición final, se adjudicó su primer título de la Segunda División de la Liga Central de Football de Santiago.

## Antecedentes
Antes de que iniciara la temporada 1929, en la Segunda División de la LCF figuraban doce clubes: Carioca, Carlos Walker, Deutscher Sport Verein, Gimnástico Arturo Prat, Gold Cross, La Cruz, Loma Blanca, Liverpool Wanderers, Maestranza Atlético, Santiago National, Unión Sportiva Mac Kay y Universitario.

## Reglamento de juego
La competición se jugó bajo el sistema de todos contra todos y en una sola rueda de nueve fechas, resultando campeón aquel equipo que acumulase más puntos en la tabla de posiciones.

### Criterios de desempate
Si al término del torneo, dos equipos igualaban en la primera posición con la misma cantidad de puntos, se jugaba un partido de desempate a fin de definir al campeón.

## Equipos participantes

### Información de los clubes
| Equipo                 | Ciudad            |
| ---------------------- | ----------------- |
| Carioca                | Santiago de Chile |
| Carlos Walker          | Santiago de Chile |
| Cuatro Naciones        | Santiago de Chile |
| Deutscher Sport Verein | Santiago de Chile |
| Escuela Normal         | Santiago de Chile |
| Ferroviarios           | Santiago de Chile |
| Gimnástico Arturo Prat | Santiago de Chile |
| Independiente          | Santiago de Chile |
| La Cruz                | Santiago de Chile |
| Loma Blanca            | Santiago de Chile |
| Universitario          | Santiago de Chile |

## Clasificación
| Pos.                                      | Equipo                 | PJ | PG | PE | PP | GF | GC | Dif. | Pts. |
| ----------------------------------------- | ---------------------- | -- | -- | -- | -- | -- | -- | ---- | ---- |
| 1.                                        | Gimnástico Arturo Prat | 9  | 6  | 2  | 1  | 21 | 11 | 10   | 14   |
| 1.                                        | Independiente          | 9  | 6  | 2  | 1  | 25 | 17 | 8    | 14   |
| 2.                                        | Ferroviarios           | 9  | 6  | 0  | 3  | 16 | 9  | 7    | 12   |
| 2.                                        | Carlos Walker          | 9  | 5  | 2  | 2  | 19 | 13 | 6    | 12   |
| 3.                                        | Carioca                | 9  | 5  | 1  | 3  | 20 | 13 | 7    | 11   |
| 4.                                        | Cuatro Naciones        | 9  | 4  | 1  | 4  | 14 | 10 | 4    | 9    |
| 5.                                        | La Cruz                | 9  | 3  | 1  | 5  | 17 | 21 | -4   | 7    |
| 5.                                        | Universitario          | 9  | 3  | 1  | 5  | 14 | 21 | -7   | 7    |
| 6.                                        | Loma Blanca            | 9  | 1  | 2  | 6  | 7  | 19 | -12  | 4    |
| 7.                                        | Escuela Normal         | 9  | 1  | 0  | 8  | 8  | 21 | -13  | 2    |
| -                                         | Deutscher Sport Verein | -  | -  | -  | -  | -  | -  | -    | -    |
| Última actualización: 20 de julio de 2013 |                        |    |    |    |    |    |    |      |      |

|  |                                                  |
|  | Clasificado a la definición final por el título. |
|  | Retirado de la competición.                      |

## Resultados
|  | Cuatro Naciones | 3-0 | Loma Blanca |  | Estadio de Carabineros |  | 5 de mayo | 15:30 |

|  | Independiente          | 3 : 2 | Escuela Normal  |  | Cancha de Magallanes             |                | 2 de junio | 15:30 |
|  | Carlos Walker          | 1 : 0 | Cuatro Naciones |  | Cancha Ferroviaria               | E. Zapata      | 2 de junio | 15:00 |
|  | Gimnástico Arturo Prat | 1 : 3 | Universitario   |  | Cancha de la Escuela de Medicina | Enrique Didier | 2 de junio | 15:00 |

## Cuadro de resultados
| Equipo                 | CA  | CW  | CN  | EN  | FE  | GI  | IN  | LC  | LB  | SV | UN  |
| ---------------------- | --- | --- | --- | --- | --- | --- | --- | --- | --- | -- | --- |
| Carioca                |     | 1:1 | 0:3 | 4:0 | 2:0 | 2:3 | 2:3 | 3:1 | 3:2 |    | 3:0 |
| Carlos Walker          | 1:1 |     | 1:0 | 5:2 | 0:3 | 0:0 | 3:5 | 4:1 | 2:1 |    | 3:0 |
| Cuatro Naciones        | 3:0 | 0:1 |     | 1:0 | 0:1 | 2:4 | 1:2 | 2:2 | 3:0 |    | 2:0 |
| Escuela Normal         | 0:4 | 2:5 | 0:1 |     | 0:1 | 0:1 | 2:3 | 0:1 | 1:3 |    | 3:2 |
| Ferroviarios           | 0:2 | 3:0 | 1:0 | 1:0 |     | 1:2 | 3:4 | 3:1 | 3:0 |    | 1:0 |
| Gimnástico Arturo Prat | 3:2 | 0:0 | 4:2 | 1:0 | 2:1 |     | 3:3 | 3:0 | 4:0 |    | 1:3 |
| Independiente          | 3:2 | 5:3 | 2:1 | 3:2 | 4:3 | 3:3 |     | 4:1 | 0:0 |    | 1:2 |
| La Cruz                | 1:3 | 1:4 | 2:2 | 1:0 | 1:3 | 0:3 | 1:4 |     | 2:0 |    | 8:2 |
| Loma Blanca            | 2:3 | 1:2 | 0:3 | 3:1 | 0:3 | 0:4 | 0:0 | 0:2 |     |    | 1:1 |
| Deutscher Sport Verein |     |     |     |     |     |     |     |     |     |    |     |
| Universitario          | 0:3 | 0:3 | 2:0 | 2:3 | 0:1 | 3:1 | 2:1 | 2:8 | 1:1 |    |     |

## Campeón
El campeón de la Segunda División de la Liga Central de Football de Santiago 1929, Independiente, se adjudicó el «Trofeo Los Sports».
| Santiago de Chile        |
| Independiente 1.º título |